# Eletti al Senato della Repubblica nelle elezioni politiche italiane del 1994
Questo elenco riporta i nomi dei senatori della XII legislatura della Repubblica Italiana dopo le elezioni politiche del 1994, suddivisi per circoscrizione.

## Maggioritario
| Circoscrizione        | Lista                          | Lista                     | Eletto                             | Collegio           |
| --------------------- | ------------------------------ | ------------------------- | ---------------------------------- | ------------------ |
| Piemonte              |                                | Polo delle Libertà        | Claudio Bonansea                   | Pinerolo           |
| Piemonte              | Silvano Boroli                 | Polo delle Libertà        | Novara                             |                    |
| Piemonte              | Giovanna Briccarello           | Polo delle Libertà        | Moncalieri                         |                    |
| Piemonte              | Matteo Brigandì                | Polo delle Libertà        | Settimo Torinese                   |                    |
| Piemonte              | Gilberto Cormegna              | Polo delle Libertà        | Vercelli                           |                    |
| Piemonte              | Giorgio Gandini                | Polo delle Libertà        | Alessandria                        |                    |
| Piemonte              | Luciano Lorenzi                | Polo delle Libertà        | Alba                               |                    |
| Piemonte              | Bruno Matteja                  | Polo delle Libertà        | Ivrea                              |                    |
| Piemonte              | Marco Preioni                  | Polo delle Libertà        | Verbania                           |                    |
| Piemonte              | Claudio Regis                  | Polo delle Libertà        | Biella                             |                    |
| Piemonte              | Mario Rosso                    | Polo delle Libertà        | Cuneo                              |                    |
| Piemonte              | Massimo Scaglione              | Polo delle Libertà        | Asti                               |                    |
| Piemonte              |                                | Alleanza dei Progressisti | Franco Debenedetti                 | Torino 1           |
| Piemonte              | Rocco Larizza                  | Alleanza dei Progressisti | Torino 2                           |                    |
| Piemonte              | Luciano Manzi                  | Alleanza dei Progressisti | Rivoli                             |                    |
| Piemonte              | Gian Giacomo Migone            | Alleanza dei Progressisti | Torino 4                           |                    |
| Piemonte              | Edoardo Ronchi                 | Alleanza dei Progressisti | Torino 3                           |                    |
| Lombardia             |                                | Polo delle Libertà        | Giampiero Beccaria                 | Pavia              |
| Lombardia             | Marisa Bedoni                  | Polo delle Libertà        | Milano 1                           |                    |
| Lombardia             | Giovanni Binaghi               | Polo delle Libertà        | Varese                             |                    |
| Lombardia             | Giorgio Brambilla              | Polo delle Libertà        | Monza                              |                    |
| Lombardia             | Michele Arcangelo Bucci        | Polo delle Libertà        | Lodi                               |                    |
| Lombardia             | Erminio Busnelli               | Polo delle Libertà        | Bollate                            |                    |
| Lombardia             | Livio Caputo                   | Polo delle Libertà        | Bergamo                            |                    |
| Lombardia             | Ivaldo Carini                  | Polo delle Libertà        | Abbiategrasso                      |                    |
| Lombardia             | Gianluigi Carnovali            | Polo delle Libertà        | Rho                                |                    |
| Lombardia             | Domenico Contestabile          | Polo delle Libertà        | Cinisello Balsamo                  |                    |
| Lombardia             | Massimo Dolazza                | Polo delle Libertà        | Treviglio                          |                    |
| Lombardia             | Maurilio Frigerio              | Polo delle Libertà        | Milano 5                           |                    |
| Lombardia             | Luciano Garatti                | Polo delle Libertà        | Lumezzane                          |                    |
| Lombardia             | Giovanni Gei                   | Polo delle Libertà        | Chiari                             |                    |
| Lombardia             | Paolo Gibertoni                | Polo delle Libertà        | Mantova                            |                    |
| Lombardia             | Roberto Lasagna                | Polo delle Libertà        | Milano 4                           |                    |
| Lombardia             | Gian Luigi Lombardi Cerri      | Polo delle Libertà        | Rozzano                            |                    |
| Lombardia             | Italico Maffini                | Polo delle Libertà        | Cremona                            |                    |
| Lombardia             | Elia Manara                    | Polo delle Libertà        | Cantù                              |                    |
| Lombardia             | Corinto Marchini               | Polo delle Libertà        | Cologno Monzese                    |                    |
| Lombardia             | Mario Masiero                  | Polo delle Libertà        | Vigevano                           |                    |
| Lombardia             | Gianfranco Miglio              | Polo delle Libertà        | Como                               |                    |
| Lombardia             | Giancarlo Pagliarini           | Polo delle Libertà        | Milano 2                           |                    |
| Lombardia             | Gianpaolo Paini                | Polo delle Libertà        | Sondrio                            |                    |
| Lombardia             | Celestino Pedrazzini           | Polo delle Libertà        | Milano - Sesto San Giovanni        |                    |
| Lombardia             | Luigi Peruzzotti               | Polo delle Libertà        | Gallarate                          |                    |
| Lombardia             | Roberto Maria Radice           | Polo delle Libertà        | Seregno                            |                    |
| Lombardia             | Giovanni Robusti               | Polo delle Libertà        | Suzzara                            |                    |
| Lombardia             | Luigi Roveda                   | Polo delle Libertà        | Lecco                              |                    |
| Lombardia             | Carlo Scognamiglio             | Polo delle Libertà        | Milano 3                           |                    |
| Lombardia             | Francesco Speroni              | Polo delle Libertà        | Busto Arsizio                      |                    |
| Lombardia             | Marcello Staglieno             | Polo delle Libertà        | Melzo                              |                    |
| Lombardia             | Francesco Tabladini            | Polo delle Libertà        | Brescia                            |                    |
| Lombardia             | Silvestro Terzi                | Polo delle Libertà        | Albino                             |                    |
| Lombardia             | Massimo Wilde                  | Polo delle Libertà        | Desenzano del Garda                |                    |
| Trentino-Alto Adige   |                                | Südtiroler Volkspartei    | Karl Ferrari                       | Bolzano            |
| Trentino-Alto Adige   | Roland Riz                     | Südtiroler Volkspartei    | Merano                             |                    |
| Trentino-Alto Adige   | Helga Thaler Ausserhofer       | Südtiroler Volkspartei    | Bressanone                         |                    |
| Trentino-Alto Adige   |                                | Polo delle Libertà        | Costantino Armani                  | Trento             |
| Trentino-Alto Adige   | Erminio Boso                   | Polo delle Libertà        | Pergine Valsugana                  |                    |
| Trentino-Alto Adige   | Gianfranco Spisani             | Polo delle Libertà        | Rovereto                           |                    |
| Veneto                |                                | Polo delle Libertà        | Maria Elisabetta Alberti Casellati | Chioggia           |
| Veneto                | Remo Andreoli                  | Polo delle Libertà        | San Bonifacio                      |                    |
| Veneto                | Renato Bastianetto             | Polo delle Libertà        | Venezia - San Donà di Piave        |                    |
| Veneto                | Massimo Brugnettini            | Polo delle Libertà        | Villafranca di Verona              |                    |
| Veneto                | Giuseppe Ceccato               | Polo delle Libertà        | Schio                              |                    |
| Veneto                | Renato Ellero                  | Polo delle Libertà        | Bassano del Grappa                 |                    |
| Veneto                | Giovanni Fabris                | Polo delle Libertà        | Venezia - Spinea                   |                    |
| Veneto                | Franco Fante                   | Polo delle Libertà        | Chioggia                           |                    |
| Veneto                | Donato Manfroi                 | Polo delle Libertà        | Belluno                            |                    |
| Veneto                | Luciano Merigliano             | Polo delle Libertà        | Padova - Selvazzano Dentro         |                    |
| Veneto                | Valentino Perin                | Polo delle Libertà        | Conegliano                         |                    |
| Veneto                | Antonio Serena                 | Polo delle Libertà        | Vittorio Veneto                    |                    |
| Veneto                | Sergio Stanzani                | Polo delle Libertà        | Verona                             |                    |
| Veneto                | Stefano Stefani                | Polo delle Libertà        | Vicenza                            |                    |
| Veneto                | Enrico Surian                  | Polo delle Libertà        | Rovigo                             |                    |
| Veneto                | Giovanni Zaccagna              | Polo delle Libertà        | Abano Terme                        |                    |
| Veneto                | Massimo Zanetti                | Polo delle Libertà        | Treviso                            |                    |
| Friuli-Venezia Giulia |                                | Polo delle Libertà        | Rinaldo Bosco                      | Codroipo           |
| Friuli-Venezia Giulia | Pietro Fontanini               | Polo delle Libertà        | Udine                              |                    |
| Friuli-Venezia Giulia | Ettore Romoli                  | Polo delle Libertà        | Gorizia                            |                    |
| Friuli-Venezia Giulia | Roberto Visentin               | Polo delle Libertà        | Pordenone                          |                    |
| Friuli-Venezia Giulia |                                | Lista Trieste             | Claudio Magris                     | Trieste            |
| Liguria               |                                | Alleanza dei Progressisti | Maria Grazia Daniele Galdi         | Genova - Bargagli  |
| Liguria               | Giovanni Lorenzo Forcieri      | Alleanza dei Progressisti | La Spezia                          |                    |
| Liguria               | Carlo Rognoni                  | Alleanza dei Progressisti | Genova - Campomorone               |                    |
| Liguria               | Giovanni Russo                 | Alleanza dei Progressisti | Savona                             |                    |
| Liguria               |                                | Polo delle Libertà        | Andrea Guglieri                    | San Remo           |
| Liguria               | Enrico Serra                   | Polo delle Libertà        | Genova - Chiavari                  |                    |
| Emilia-Romagna        |                                | Alleanza dei Progressisti | Aureliana Alberici                 | Imola              |
| Emilia-Romagna        | Silvia Barbieri                | Alleanza dei Progressisti | Ferrara                            |                    |
| Emilia-Romagna        | Massimo Bonavita               | Alleanza dei Progressisti | Cesena                             |                    |
| Emilia-Romagna        | Pierpaolo Casadei Monti        | Alleanza dei Progressisti | Ravenna                            |                    |
| Emilia-Romagna        | Filippo Cavazzuti              | Alleanza dei Progressisti | San Giovanni in Persiceto          |                    |
| Emilia-Romagna        | Michele De Luca                | Alleanza dei Progressisti | Parma                              |                    |
| Emilia-Romagna        | Fausto Giovanelli              | Alleanza dei Progressisti | Reggio nell'Emilia                 |                    |
| Emilia-Romagna        | Libero Gualtieri               | Alleanza dei Progressisti | Forlì                              |                    |
| Emilia-Romagna        | Luciano Guerzoni               | Alleanza dei Progressisti | Modena                             |                    |
| Emilia-Romagna        | Gianfranco Pasquino            | Alleanza dei Progressisti | Rimini                             |                    |
| Emilia-Romagna        | Claudio Petruccioli            | Alleanza dei Progressisti | Bologna - Casalecchio di Reno      |                    |
| Emilia-Romagna        | Enrica Pietra Lenzi            | Alleanza dei Progressisti | Bologna Centro                     |                    |
| Emilia-Romagna        | Rino Serri                     | Alleanza dei Progressisti | Sassuolo                           |                    |
| Emilia-Romagna        | Fausto Vigevani                | Alleanza dei Progressisti | Fidenza                            |                    |
| Emilia-Romagna        |                                | Polo delle Libertà        | Emilio Podestà                     | Piacenza           |
| Toscana               |                                | Alleanza dei Progressisti | Paolo Bagnoli                      | Empoli             |
| Toscana               | Roberto Benvenuti              | Alleanza dei Progressisti | Grosseto                           |                    |
| Toscana               | Monica Bettoni Brandani        | Alleanza dei Progressisti | Arezzo                             |                    |
| Toscana               | Anna Maria Bucciarelli         | Alleanza dei Progressisti | Prato                              |                    |
| Toscana               | Umberto Carpi                  | Alleanza dei Progressisti | Pontedera                          |                    |
| Toscana               | Graziano Cioni                 | Alleanza dei Progressisti | Firenze - Scandicci                |                    |
| Toscana               | Edda Fagni                     | Alleanza dei Progressisti | Livorno                            |                    |
| Toscana               | Enrico Falqui                  | Alleanza dei Progressisti | Sesto Fiorentino                   |                    |
| Toscana               | Antonio Fischetti              | Alleanza dei Progressisti | Pistoia                            |                    |
| Toscana               | Fausto Marchetti               | Alleanza dei Progressisti | Carrara                            |                    |
| Toscana               | Stefano Passigli               | Alleanza dei Progressisti | Firenze Nord                       |                    |
| Toscana               | Patrizio Petrucci              | Alleanza dei Progressisti | Lucca                              |                    |
| Toscana               | Cosimo Scaglioso               | Alleanza dei Progressisti | Siena                              |                    |
| Toscana               | Salvatore Senese               | Alleanza dei Progressisti | Pisa                               |                    |
| Umbria                |                                | Alleanza dei Progressisti | Leonardo Caponi                    | Perugia            |
| Umbria                | Carlo Carpinelli               | Alleanza dei Progressisti | Orvieto                            |                    |
| Umbria                | Guido De Guidi                 | Alleanza dei Progressisti | Terni                              |                    |
| Umbria                | Carlo Gubbini                  | Alleanza dei Progressisti | Città di Castello                  |                    |
| Umbria                | Maria Antonia Modolo           | Alleanza dei Progressisti | Foligno                            |                    |
| Marche                |                                | Alleanza dei Progressisti | Luana Angeloni                     | Fano               |
| Marche                | Orietta Baldelli               | Alleanza dei Progressisti | Macerata                           |                    |
| Marche                | Giorgio Londei                 | Alleanza dei Progressisti | Pesaro                             |                    |
| Marche                | Luigi Manconi                  | Alleanza dei Progressisti | Ascoli Piceno                      |                    |
| Marche                | Silvio Mantovani               | Alleanza dei Progressisti | Ancona                             |                    |
| Marche                | Maurizio Pieroni               | Alleanza dei Progressisti | Civitanova Marche                  |                    |
| Lazio                 |                                | Polo del Buon Governo     | Umberto Becchelli                  | Velletri           |
| Lazio                 | Antonio Belloni                | Polo del Buon Governo     | Rieti                              |                    |
| Lazio                 | Domenico Fisichella            | Polo del Buon Governo     | Roma - Trieste                     |                    |
| Lazio                 | Pier Giorgio Gallotti          | Polo del Buon Governo     | Guidonia - Montecelio              |                    |
| Lazio                 | Giulio Maceratini              | Polo del Buon Governo     | Roma Centro                        |                    |
| Lazio                 | Bruno Magliocchetti            | Polo del Buon Governo     | Cassino                            |                    |
| Lazio                 | Erasmo Magliozzi               | Polo del Buon Governo     | Terracina                          |                    |
| Lazio                 | Romano Misserville             | Polo del Buon Governo     | Frosinone                          |                    |
| Lazio                 | Mafalda Molinari               | Polo del Buon Governo     | Civitavecchia                      |                    |
| Lazio                 | Lodovico Pace                  | Polo del Buon Governo     | Roma - Fiumicino                   |                    |
| Lazio                 | Massimo Palombi                | Polo del Buon Governo     | Roma - Ostiense                    |                    |
| Lazio                 | Riccardo Pedrizzi              | Polo del Buon Governo     | Latina                             |                    |
| Lazio                 | Cesare Previti                 | Polo del Buon Governo     | Roma - Val Melaina                 |                    |
| Lazio                 | Luigi Ramponi                  | Polo del Buon Governo     | Roma - Primavalle                  |                    |
| Lazio                 | Ferdinando Signorelli          | Polo del Buon Governo     | Viterbo                            |                    |
| Lazio                 | Cosimo Ventucci                | Polo del Buon Governo     | Roma - Ciampino                    |                    |
| Lazio                 |                                | Alleanza dei Progressisti | Massimo Brutti                     | Roma - Tuscolano   |
| Lazio                 | Antonino Cuffaro               | Alleanza dei Progressisti | Marino                             |                    |
| Lazio                 | Antonio Falomi                 | Alleanza dei Progressisti | Roma - Prenestino                  |                    |
| Lazio                 | Carla Rocchi                   | Alleanza dei Progressisti | Roma - Gianicolense                |                    |
| Lazio                 | Cesare Salvi                   | Alleanza dei Progressisti | Roma - Collatino                   |                    |
| Abruzzo               |                                | Alleanza dei Progressisti | Ferdinando Di Orio                 | L'Aquila           |
| Abruzzo               | Angelo Ilario Domenico Orlando | Alleanza dei Progressisti | Chieti                             |                    |
| Abruzzo               | Osvaldo Scrivani               | Alleanza dei Progressisti | Teramo                             |                    |
| Abruzzo               | Angelo Staniscia               | Alleanza dei Progressisti | Lanciano                           |                    |
| Abruzzo               | Glauco Torlontano              | Alleanza dei Progressisti | Pescara                            |                    |
| Molise                |                                | Alleanza dei Progressisti | Luigi Biscardi                     | Campobasso         |
| Molise                | Antonino Valletta              | Alleanza dei Progressisti | Isernia                            |                    |
| Campania              |                                | Alleanza dei Progressisti | Francesco Barra                    | Pomigliano d'Arco  |
| Campania              | Raffaele Bertoni               | Alleanza dei Progressisti | Napoli - Fuorigrotta               |                    |
| Campania              | Antonio Carcarino              | Alleanza dei Progressisti | Portici                            |                    |
| Campania              | Michele Corvino                | Alleanza dei Progressisti | Aversa                             |                    |
| Campania              | Guido De Martino               | Alleanza dei Progressisti | Casoria                            |                    |
| Campania              | Francesco de Notaris           | Alleanza dei Progressisti | Castellammare di Stabia            |                    |
| Campania              | Eugenio Mario Donise           | Alleanza dei Progressisti | Pozzuoli                           |                    |
| Campania              | Ferdinando Imposimato          | Alleanza dei Progressisti | Caserta                            |                    |
| Campania              | Giovanni Lubrano di Ricco      | Alleanza dei Progressisti | Giugliano in Campania              |                    |
| Campania              | Enrico Pelella                 | Alleanza dei Progressisti | Torre del Greco                    |                    |
| Campania              | Maria Grazia Pagano            | Alleanza dei Progressisti | Napoli - Arenella                  |                    |
| Campania              | Ersilia Salvato                | Alleanza dei Progressisti | Napoli - Ponticelli                |                    |
| Campania              | Michele Sellitti               | Alleanza dei Progressisti | Nocera Inferiore                   |                    |
| Campania              |                                | Polo del Buon Governo     | Vincenzo De Masi                   | Salerno            |
| Campania              | Giuseppe Fronzuti              | Polo del Buon Governo     | Agropoli                           |                    |
| Campania              | Antonio Guarra                 | Polo del Buon Governo     | Benevento                          |                    |
| Campania              | Carmine Mensorio               | Polo del Buon Governo     | Nola                               |                    |
| Campania              | Roberto Napoli                 | Polo del Buon Governo     | Battipaglia                        |                    |
| Campania              | Francesco Pontone              | Polo del Buon Governo     | Napoli Centro                      |                    |
| Campania              | Filippo Reccia                 | Polo del Buon Governo     | Santa Maria Capua Vetere           |                    |
| Campania              |                                | Patto per l'Italia        | Nicola Mancino                     | Avellino           |
| Campania              | Ortensio Zecchino              | Patto per l'Italia        | Ariano Irpino                      |                    |
| Puglia                |                                | Polo del Buon Governo     | Ettore Bucciero                    | Bari Centro        |
| Puglia                | Francesco Casillo              | Polo del Buon Governo     | Monopoli                           |                    |
| Puglia                | Euprepio Curto                 | Polo del Buon Governo     | Francavilla Fontana                |                    |
| Puglia                | Antonio Lorusso                | Polo del Buon Governo     | Molfetta                           |                    |
| Puglia                | Giuseppe Mininni Iannuzzi      | Polo del Buon Governo     | Bari - Bitonto                     |                    |
| Puglia                | Giovanni Mongiello             | Polo del Buon Governo     | Avellino                           |                    |
| Puglia                | Luigi Pepe                     | Polo del Buon Governo     | Casarano                           |                    |
| Puglia                | Giuseppe Specchia              | Polo del Buon Governo     | Brindisi                           |                    |
| Puglia                | Pasquale Squitieri             | Polo del Buon Governo     | Andria                             |                    |
| Puglia                |                                | Alleanza dei Progressisti | Francesco Carella                  | Manfredonia        |
| Puglia                | Rocco Vito Loreto              | Alleanza dei Progressisti | Martina Franca                     |                    |
| Puglia                | Ferdinando Pappalardo          | Alleanza dei Progressisti | Altamura                           |                    |
| Puglia                | Giovanni Pellegrino            | Alleanza dei Progressisti | Lecce                              |                    |
| Puglia                | Maria Rosaria Manieri          | Alleanza dei Progressisti | Nardò                              |                    |
| Puglia                | Angelo Rossi                   | Alleanza dei Progressisti | San Severo                         |                    |
| Puglia                | Ippazio Stefano                | Alleanza dei Progressisti | Taranto                            |                    |
| Basilicata            |                                | Alleanza dei Progressisti | Vito Gruosso                       | Melfi              |
| Basilicata            | Silvano Micele                 | Alleanza dei Progressisti | Lecce                              |                    |
| Basilicata            | Vincenzo Sica                  | Alleanza dei Progressisti | Matera                             |                    |
| Basilicata            | Antonio Vozzi                  | Alleanza dei Progressisti | Lauria                             |                    |
| Basilicata            |                                | Polo del Buon Governo     | Antonino Monteleone                | Pisticci           |
| Calabria              |                                | Alleanza dei Progressisti | Antonella Bruno Ganeri             | Castrovillari      |
| Calabria              | Aldo Corasaniti                | Alleanza dei Progressisti | Catanzaro                          |                    |
| Calabria              | Saverio Di Bella               | Alleanza dei Progressisti | Vibo Valentia                      |                    |
| Calabria              | Carmine Garofalo               | Alleanza dei Progressisti | Cosenza                            |                    |
| Calabria              | Cesare Marini                  | Alleanza dei Progressisti | Corigliano Calabro                 |                    |
| Calabria              | Giuseppe Pugliese              | Alleanza dei Progressisti | Crotone                            |                    |
| Calabria              | Girolamo Tripodi               | Alleanza dei Progressisti | Palmi                              |                    |
| Calabria              |                                | Polo del Buon Governo     | Renato Meduri                      | Reggio di Calabria |
| Sicilia               |                                | Polo del Buon Governo     | Antonio Battaglia                  | Bagheria           |
| Sicilia               | Franco Zeffirelli              | Polo del Buon Governo     | Catania Centro                     |                    |
| Sicilia               | Vito Cusimano                  | Polo del Buon Governo     | Catania - Misterbianco             |                    |
| Sicilia               | Antonio D'Alì                  | Polo del Buon Governo     | Marsala                            |                    |
| Sicilia               | Michele Fierotti               | Polo del Buon Governo     | Monreale                           |                    |
| Sicilia               | Basilio Germanà                | Polo del Buon Governo     | Barcellona Pozzo di Gotto          |                    |
| Sicilia               | Giuseppe Roberto Grippaldi     | Polo del Buon Governo     | Enna                               |                    |
| Sicilia               | Enrico La Loggia               | Polo del Buon Governo     | Palermo - Capaci                   |                    |
| Sicilia               | Vincenzo La Russa              | Polo del Buon Governo     | Paternò                            |                    |
| Sicilia               | Vincenzo Maiorca               | Polo del Buon Governo     | Siracusa                           |                    |
| Sicilia               | Marisa Moltisanti              | Polo del Buon Governo     | Avola                              |                    |
| Sicilia               | Gioacchino Pellitteri          | Polo del Buon Governo     | Gela                               |                    |
| Sicilia               | Saverio Salvatore Porcari      | Polo del Buon Governo     | Palermo Centro                     |                    |
| Sicilia               | Domenico Presti                | Polo del Buon Governo     | Acireale                           |                    |
| Sicilia               | Salvatore Ragno                | Polo del Buon Governo     | Messina                            |                    |
| Sicilia               | Filippo Alberto Scalone        | Polo del Buon Governo     | Palermo Sud                        |                    |
| Sicilia               | Giombattista Xiumè             | Polo del Buon Governo     | Ragusa                             |                    |
| Sicilia               |                                | Alleanza dei Progressisti | Pietro Cangelosi                   | Sciacca            |
| Sicilia               | Ludovico Corrao                | Alleanza dei Progressisti | Mazara del Vallo                   |                    |
| Sicilia               | Angelo Lauricella              | Alleanza dei Progressisti | Agrigento                          |                    |
| Sardegna              |                                | Alleanza dei Progressisti | Rossano Caddeo                     | Oristano           |
| Sardegna              | Salvatore Cherchi              | Alleanza dei Progressisti | Carbonia                           |                    |
| Sardegna              |                                | Polo del Buon Governo     | Nanni Campus                       | Sassari            |
| Sardegna              | Valentino Martelli             | Polo del Buon Governo     | Cagliari                           |                    |
| Sardegna              | Giuseppe Mulas                 | Polo del Buon Governo     | Olbia                              |                    |
| Sardegna              |                                | Patto per l'Italia        | Salvatore Ladu                     | Nuoro              |
| Valle d'Aosta         |                                | Lista Valle d'Aosta       | Cesare Dujany                      | Aosta              |

## Proporzionale
| Circoscrizione        | Lista                        | Lista                                     | Eletto                     |
| --------------------- | ---------------------------- | ----------------------------------------- | -------------------------- |
| Piemonte              |                              | Polo delle Libertà                        | Maria Grazia Siliquini     |
| Piemonte              |                              | Alleanza dei Progressisti                 | Enrico Morando             |
| Piemonte              | Giancarlo Tapparo            | Alleanza dei Progressisti                 |                            |
| Piemonte              |                              | Patto per l'Italia                        | Teresio Delfino            |
| Piemonte              | Tomaso Zanoletti             | Patto per l'Italia                        |                            |
| Piemonte              |                              | Alleanza Nazionale                        | Cesare Pozzo               |
| Lombardia             |                              | Alleanza dei Progressisti                 | Piergiorgio Bergonzi       |
| Lombardia             | Roberto Borroni              | Alleanza dei Progressisti                 |                            |
| Lombardia             | Aurelio Crippa               | Alleanza dei Progressisti                 |                            |
| Lombardia             | Pietro Silvestro Giurickovic | Alleanza dei Progressisti                 |                            |
| Lombardia             | Carlo Smuraglia              | Alleanza dei Progressisti                 |                            |
| Lombardia             | Corrado Stajano              | Alleanza dei Progressisti                 |                            |
| Lombardia             |                              | Patto per l'Italia                        | Francesco Ferrari          |
| Lombardia             | Aldo Gregorelli              | Patto per l'Italia                        |                            |
| Lombardia             | Silvestro Terzi              | Patto per l'Italia                        |                            |
| Lombardia             |                              | Alleanza Nazionale                        | Riccardo De Corato         |
| Lombardia             |                              | Lega Alpina Lumbarda                      | Elidio De Paoli            |
| Lombardia             |                              | Lista Pannella-Riformatori                | Francesca Scopelliti       |
| Trentino-Alto Adige   |                              | Patto per l'Italia                        | Aldo Degaudenz             |
| Veneto                |                              | Alleanza dei Progressisti                 | Mario Crescenzio           |
| Veneto                | Gianni Fardin                | Alleanza dei Progressisti                 |                            |
| Veneto                | Bruno Visentini              | Alleanza dei Progressisti                 |                            |
| Veneto                |                              | Patto per l'Italia                        | Tino Bedin                 |
| Veneto                | Giuseppe Doppio              | Patto per l'Italia                        |                            |
| Veneto                |                              | Alleanza Nazionale                        | Paolo Danieli              |
| Friuli-Venezia Giulia |                              | Alleanza dei Progressisti                 | Darko Bratina              |
| Friuli-Venezia Giulia |                              | Patto per l'Italia                        | Diego Carpenedo            |
| Liguria               |                              | Polo delle Libertà                        | Sergio Cappelli            |
| Liguria               | Giulio Mario Terracini       | Polo delle Libertà                        |                            |
| Liguria               |                              | Patto per l'Italia                        | Luigi Grillo               |
| Emilia-Romagna        |                              | Polo delle Libertà                        | Giorgio Cavitelli          |
| Emilia-Romagna        | Pierluigi Copercini          | Polo delle Libertà                        |                            |
| Emilia-Romagna        | Biagio Dell'Uomo             | Polo delle Libertà                        |                            |
| Emilia-Romagna        |                              | Patto per l'Italia                        | Romano Baccarini           |
| Emilia-Romagna        | Gian Guido Folloni           | Patto per l'Italia                        |                            |
| Emilia-Romagna        |                              | Alleanza Nazionale                        | Filippo Berselli           |
| Toscana               |                              | Polo delle Libertà                        | Gianfranco Petricca        |
| Toscana               | Paolo Riani                  | Polo delle Libertà                        |                            |
| Toscana               |                              | Patto per l'Italia                        | Vittorio Cecchi Gori       |
| Toscana               | Mauro Favilla                | Patto per l'Italia                        |                            |
| Toscana               |                              | Alleanza Nazionale                        | Giuseppe Turini            |
| Umbria                |                              | Alleanza Nazionale                        | Antonella Baioletti        |
| Umbria                |                              | Patto per l'Italia                        | Pierluigi Castellani       |
| Marche                |                              | Patto per l'Italia                        | Carlo Ballesi              |
| Marche                |                              | Alleanza Nazionale                        | Luigi Natali               |
| Lazio                 |                              | Polo del Buon Governo                     | Giuseppe Nisticò           |
| Lazio                 |                              | Alleanza dei Progressisti                 | Franca D'Alessandro Prisco |
| Lazio                 | Angelo Dionisi               | Alleanza dei Progressisti                 |                            |
| Lazio                 | Vittorio Parola              | Alleanza dei Progressisti                 |                            |
| Lazio                 | Maria Antonietta Sartori     | Alleanza dei Progressisti                 |                            |
| Lazio                 |                              | Patto per l'Italia                        | Lino Diana                 |
| Lazio                 | Severino Lavagnini           | Patto per l'Italia                        |                            |
| Abruzzo               |                              | Alleanza Nazionale                        | Maria Vevante Scioletti    |
| Abruzzo               |                              | Forza Italia-Centro Cristiano Democratico | Doriano Di Benedetto       |
| Campania              |                              | Alleanza dei Progressisti                 | Aldo Masullo               |
| Campania              | Massimo Villone              | Alleanza dei Progressisti                 |                            |
| Campania              |                              | Polo del Buon Governo                     | Alfonso Capone             |
| Campania              | Carmine Cozzolino            | Polo del Buon Governo                     |                            |
| Campania              | Michele Florino              | Polo del Buon Governo                     |                            |
| Campania              |                              | Patto per l'Italia                        | Aniello Palumbo            |
| Campania              | Pietro Perlingieri           | Patto per l'Italia                        |                            |
| Campania              | Michele Pinto                | Patto per l'Italia                        |                            |
| Puglia                |                              | Alleanza dei Progressisti                 | Pietro Alò                 |
| Puglia                | Pietro Laforgia              | Alleanza dei Progressisti                 |                            |
| Puglia                |                              | Polo del Buon Governo                     | Antonio Lisi               |
| Puglia                | Ferdinando Marinelli         | Polo del Buon Governo                     |                            |
| Puglia                |                              | Patto per l'Italia                        | Nicola Salvatore Borgia    |
| Puglia                | Rosario Giorgio Costa        | Patto per l'Italia                        |                            |
| Basilicata            |                              | Polo del Buon Governo                     | Giuseppe Brienza           |
| Basilicata            |                              | Patto per l'Italia                        | Romualdo Coviello          |
| Calabria              |                              | Polo del Buon Governo                     | Francesco Bevilacqua       |
| Calabria              | Ida D'Ippolito Vitale        | Polo del Buon Governo                     |                            |
| Calabria              |                              | Patto per l'Italia                        | Giuseppe Camo              |
| Sicilia               |                              | Alleanza dei Progressisti                 | Anna Maria Abramonte       |
| Sicilia               | Giovanni Campo               | Alleanza dei Progressisti                 |                            |
| Sicilia               | Bruno Di Maio                | Alleanza dei Progressisti                 |                            |
| Sicilia               | Carmine Mancuso              | Alleanza dei Progressisti                 |                            |
| Sicilia               | Concetto Scivoletto          | Alleanza dei Progressisti                 |                            |
| Sicilia               |                              | Patto per l'Italia                        | Nuccio Cusumano            |
| Sicilia               | Michele Lauria               | Patto per l'Italia                        |                            |
| Sardegna              |                              | Alleanza dei Progressisti                 | Antonio Prevosto           |
| Sardegna              |                              | Polo del Buon Governo                     | Adolfo Manis               |
| Sardegna              |                              | Patto per l'Italia                        | Piero Tamponi              |